# Militärflugplatz Châteaudun

i7
i11
i13
Das Elément air rattaché 279 Châteaudun (E.A.R. 279) ist ein Militärflugplatz der französischen Luftstreitkräfte (Armée de l’air). Die bis 2014 als Base aérienne 279 Châteaudun bezeichnete Einrichtung, die nach "Lieutenant-Beau" benannt war, liegt in der Region Centre-Val de Loire im Département Eure-et-Loir auf dem Gebiet von Châteaudun und der Nachbargemeinde Lutz-en-Dunois, etwa drei Kilometer östlich Châteauduns. Das EAR 279 untersteht der B.A. 123.

## Geschichte
Das Aérodrome wurde 1934 als Flugzeug-, Ersatzteil und Wartungsdepot für die französischen Luftstreitkräfte angelegt. Hier gab es bei Ausbruch des Zweiten Weltkriegs über 600 Flugzeuge, weshalb der Flugplatz zu Beginn des Westfeldzugs der deutschen Wehrmacht zweimal durch die Luftwaffe bombardiert wurde.
Nach dem Waffenstillstand wurde die Basis ein 
Fliegerhorst der Luftwaffe, er wurde noch im Juni für wenige Tage von Bf 109E zwei Jagdgruppen genutzt, der I. Gruppe des Jagdgeschwader 21 (I./JG 21) und von Stab und I. Gruppe des Jagdgeschwader 54 (S. und I./JG 54).
In Folge wurde Châteaudun aber Stützpunkt zweimotoriger Bomber und zwar zunächst zwischen Ende Juni 1940 bis in die erste Hälfte des Januars 1941 der Ju 88A der III. Gruppe des Lehrgeschwaders 1 (III./LG 1). Hinzu kam bis Oktober 1940 noch die 3. Staffel der Aufklärungsgruppe 121 (3.(F)/121). Im März/April 1941 lag hier ein weiterer Ju 88A Verband, die I. Gruppe des Kampfgeschwader 76 (I./KG 76).
Nach einer längeren Unterbrechung wurde der Platz einer der wenigen He 177A Einsatzbasen. Hier lag ab August 1942 zunächst die IV. Gruppe des Kampfgeschwaders 40, gefolgt um den Jahreswechsel 1943/44 von Teilen der I. Gruppe desselben Geschwaders 40 (I. /KG 40) und schließlich bis Anfang Mai 1944 der I. Gruppe des Kampfgeschwaders 100 die von hier aus am Unternehmen Steinbock teilnahmen. Im November 1943 lagen hier vorübergehend daneben die 2. und 3. Staffel der Ergänzungs-Zerstörergruppe (2.und 3./Erg.Zerst.Gr.).
Unmittelbar nach Beginn der alliierten Invasion in der Normandie verlegten die Ju 88C/G der I. Gruppe des Nachtjagdgeschwaders 2 (I./NJG 2) nach Châteaudun, die gut zwei Monate von hier operierten. Daneben wurde der Fliegerhorst ab Mitte Juli für einige Wochen Stützpunkt der Me 262A des Kampfgeschwaders 51, wahrscheinlich lediglich der 3. Staffel (3./KG 51).
Châteaudun wurde in den Jahren 1943/44 mehrfach von schweren Bombern der Eighth Air Force der United States Army Air Forces (USAAF) angegriffen. Nach der Einnahme der Basis durch die Alliierten Ende August wurde Airfield A.39, so seine alliierte Codebezeichnung, bereits nach wenigen Tagen durch die Ninth Air Force weitergenutzt. Hierzu gehörten bis Mitte September 1944 die P-61 der 422d Night Fighter Squadron. An ihre Stelle traten umgehend bis Ende Oktober 1944 die B-26 der 387th Bombardment Group. Letzter US-Kampfverband war im November 1944 schließlich die 10th Reconnaissance Group.
In Folge wurde der Platz für zehn Monate Stützpunkt der 439th Troop Carrier Group, die mit C-47 ausgerüstet war.
Im September 1945 wurde die Basis an Frankreich zurückgegeben, ab 1946 durch die Streitkräfte wieder aufgebaut und erneut als Depot verwendet. Im Jahr 1954 wurde der Flugplatz zur "Basis 279". Nach Ausbruch des Sechstagekriegs wurden 1967 50 von Israel bestellte Mirage 5J aufgrund des verhängten Waffenembargos nach Châteaudun verbracht und 1971 von der Armée de l'Air erworben.
Die Basis 279 diente in den Jahrzehnten vor ihrer Schließung Anfang Juli 2014 der Lagerung und stofflichen Verwertung ausgemusterter Militärflugzeuge. Zur Unterstützung flog die hier stationierte Escadron de Convoyage 0/70 EdC 0/70 jahrelang die Noratlas und die Nord 262.

## Heutige Nutzung
Das Areal dient auch nach der Umgliederung der B.A. 279 Anfang Juli 2014 in das E.A.R. 279 der Lagerung und stofflichen Verwertung ausgemusterter Militärflugzeuge, wozu der Flugplatz tageweise geöffnet wird.